# 1614 Ґолдшмідт
1614 Ґолдшмідт (1614 Goldschmidt) — астероїд головного поясу, відкритий 18 квітня 1952 року.
Тіссеранів параметр щодо Юпітера — 3,205.